# Cinclodes palliatus
Cinclodes palliatus là một loài chim trong họ Furnariidae.